# 56 Aquarii
56 Aquarii, som är stjärnans Flamsteed-beteckning, är en ensam stjärna belägen i den mellersta delen av stjärnbilden Vattumannen. Den har en skenbar magnitud på 6,36  och är mycket svagt synlig för blotta ögat där ljusföroreningar ej förekommer. Baserat på parallaxmätning inom Hipparcosuppdraget på ca 5,1 mas, beräknas den befinna sig på ett avstånd på ca 643 ljusår (ca 197 parsek) från solen. Den rör sig närmare solen med en heliocentrisk radialhastighet på ca -28 km/s. På det beräknade avståndet minskar stjärnans skenbara magnitud med 0,12 enheter genom en skymningsfaktor orsakad av interstellärt stoft. Den antas vara en flyktstjärna som har en tvärgående egenhastighet på 213,87 km/s.

## Egenskaper
56 Aquarii är en blå till vit ljusstark jättestjärna av spektralklass B8 II och är en kemiskt ovanlig kvicksilver-manganstjärna som visar onormalt starka absorptionslinjer av kvicksilver och magnesium med svaga heliumlinjer. Den har en massa som är ca 3,4 gånger större än solens massa, en radie som är ca 2,8 gånger större än solens och utsänder från dess fotosfär ca 185 gånger mera energi än solen vid en effektiv temperatur av ca 11 900 K.